# Clitoria vaupellii
Clitoria vaupellii är en ärtväxtart som beskrevs av John Graham. Clitoria vaupellii ingår i släktet Clitoria, och familjen ärtväxter. Inga underarter finns listade i Catalogue of Life.